# Hugo Spieler

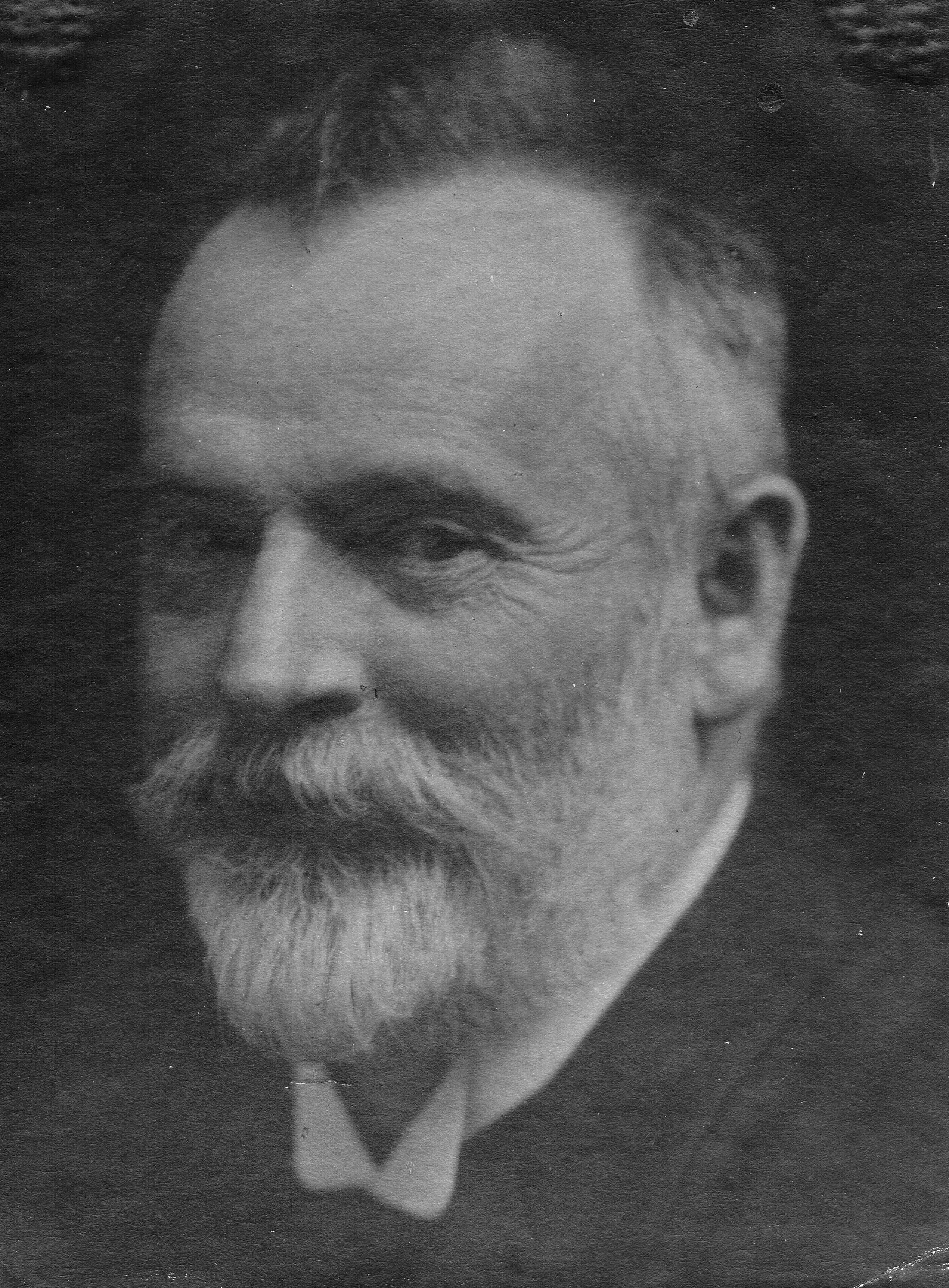
Hugo Spieler, 1910

Grabstätte von Hugo Spieler in Dresden

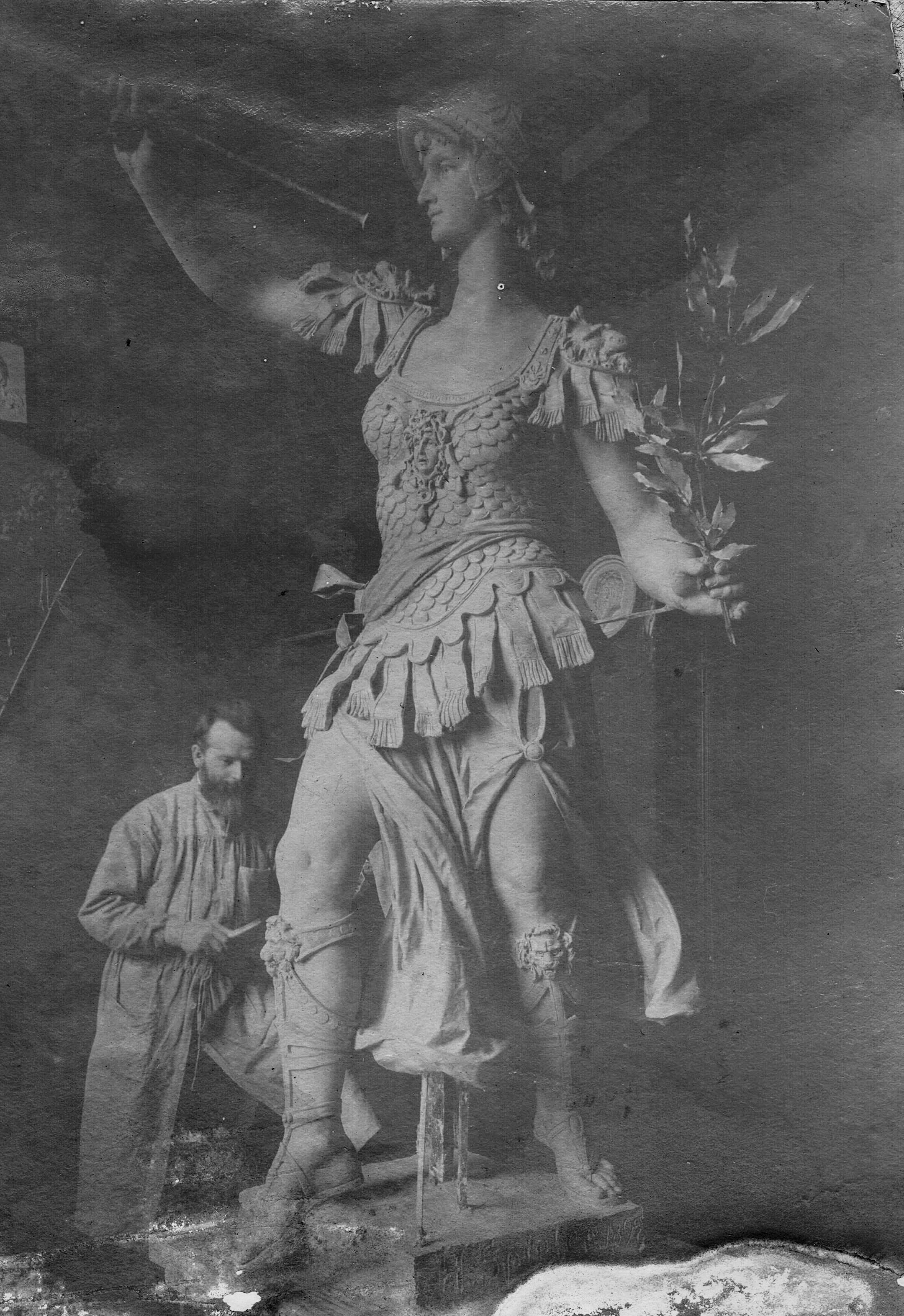
Spieler bei der Arbeit an der Viktoriastatue

Hugo Spieler (* 28. Februar 1854 in Berlin; † 18. Februar 1922 in Dresden; vollständiger Name: Hugo Carl Justus Spieler) war ein deutscher Bildhauer und Modelleur.

## Leben
Spieler wurde als drittes Kind des Kaufmanns und Milchgroßhändlers Carl Johann Spieler und dessen Frau Johanna Emilie in Berlin geboren. Sein Vater war drei Monate vor seiner Geburt mit 39 Jahren verstorben, nachdem das in Petroleum investierte Familienvermögen durch die Aufhebung der Binnenzölle 1853 verlorengegangen und die Familie verarmt war. Kurz nach Spielers Geburt zog die Mutter mit ihren drei Kindern zu ihren Eltern nach Wilsnack in der Prignitz. Dort besuchte er von 1861 bis 1867 die Volksschule; zusätzlich nahm er Privatunterricht in Latein, Biologie und anderen Fächern. Anschließend erlernte er in einer Berliner Möbelfabrik den Beruf des Holzschnitzers; später arbeitete er dort als Geselle. Schon während seiner Lehrzeit besuchte er die Abend- und Sonntagsschule des Berliner Kunstgewerbemuseums, um dort das Modellieren zu erlernen. Danach fand er bei verschiedenen Stuckbildhauern kurze Anstellungen.
Im Jahre 1875 kam Spieler nach München, wo er zunächst in verschiedenen Ateliers arbeitete und dann fünf Semester lang die Königliche Kunstgewerbeschule besuchte. Im Oktober 1880 begann er an der Münchner Kunstakademie ein Studium der Bildhauerei über neun Semester. Zu seinen Lehrern gehörte u. a. der Bildhauer Max von Widnmann. Spielers Kompositionen „Büßende Magdalena“ und „Verwundeter Philoktetes“ wurden vom Kollegium der Akademie mit ersten Preisen ausgezeichnet.
Nach dem Abschluss des Studiums zog Spieler 1885 nach Dresden um, wo er zum 1. Oktober eine Stelle an der Königlich Sächsischen Kunstgewerbeschule als Lehrer für „Figürliches Modellieren“ antrat. Zu seinen Schülern dort gehörten u. a. Otto Pilz, Friedrich Wilhelm Hörnlein und Edmund Götz. Ungefähr 1891 wurde Spieler der Professoren-Titel verliehen.
Am 18. April 1891 heiratete Spieler in der Wunderblutkirche seiner Heimatstadt Wilsnack die 17 Jahre jüngere Margarethe Conradi. Aus dieser Ehe gingen vier Kinder hervor: Hubert (1892–1976), Gertraude (1893–1900), Günther (1898–1973) und Erika (1909–1923).
Nach dem Tod seiner Tochter Gertraude im Jahr 1900 entstand das Grabmal der Familie auf dem Johannisfriedhof in Dresden-Tolkewitz. Im Jahre 1919 schied Spieler mit 65 Jahren aus dem Lehrkörper der Kunstgewerbeschule aus und ging in den Ruhestand. Er starb am 18. Februar 1922 in Dresden und wurde im Familiengrab bestattet.

## Werk

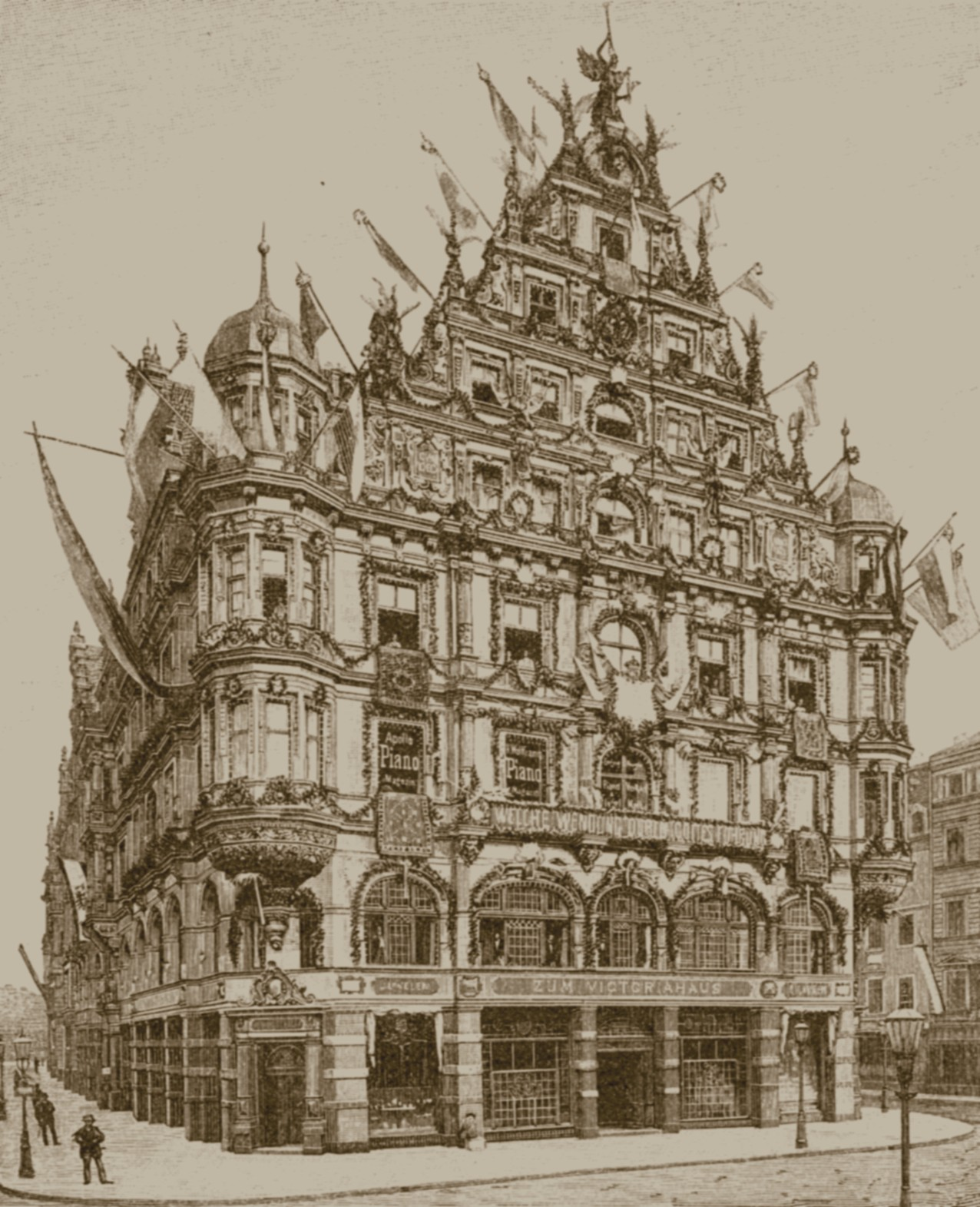
Viktoriahaus mit Statue von Hugo Spieler

- Im Jahr 1888[2] restaurierte Spieler gemeinsam mit Julius Schurig auf Veranlassung der Dresdner Kunstgenossenschaft die Kreuzigungsgruppe (Abnahme Christi vom Kreuze) an der Grabstätte von Balthasar Permoser auf dem Alten Katholischen Friedhof.
- Um 1891 schuf Spieler das Kriegerdenkmal in seiner Heimatstadt Wilsnack.
- Zu den bedeutendsten Werken Spielers zählte die vier Meter hohe Statue der Victoria, die den Giebel des 1891–1892 von den Dresdner Architekten William Lossow und Hermann Viehweger errichteten Viktoriahauses krönte. Das Wohn- und Geschäftshaus wurde bei den Luftangriffen auf Dresden im Februar 1945 zerstört.
- Im Jahr 1897 modellierte Spieler eine umfangreiche Reihe von Trachtenfiguren nach Trachten aus ganz Deutschland für die Meißener Porzellanmanufaktur. Darunter waren auch die fünf einzigen jemals gefertigten sorbischen Trachtenmodelle aus der Manufaktur: Lausitzer Wendin im Sonntagsstaat, Wendischer Hochzeitsbitter, Wendische Kirchgängerin, Wendischer Leinölhausierer und Wendin.
- 1898 modellierte er eine Plakette, Sr. Maj. dem König Albert von Sachsen zum 25-jährigen Jubiläum vom Kunstgewerbeverein Dresden überreicht, die von Pirnes & Franz in Bronze gegossen wurde.[3][4]
- 1902 war er an der Herstellung des Müllerbrunnens auf dem Hauptplatz der Dresdner Vorstadt Plauen beteiligt.[5][6]

## Trivia
Zu den Freunden der Familie Spieler zählten u. a. der Kunstmaler Richard von Hagn und der königlich sächsische Hoffotograf Emil Römmler. Spieler war Mitglied der 1894 gegründeten Johannisloge „Zum Goldenen Kreuz“ des Freimaurerordens.